# يواكيم دي بوسادا
كان يواكيم دي بوسادا (23 أغسطس 1947 - 11 يونيو 2015) متحدث تحفيزي من كوبا، وهو معروف بأنه المؤلف المشارك لكتاب لا تأكل المارشميلو... حتى الآن Don’t Eat the Marshmallow...Yet. حصل يواكيم دي بوسادا على درجة البكالوريوس في إدارة الأعمال من جامعة بورتوريكو، ودرجة الماجستير[بحاجة لمصدر] وأصبح مستشار لشركة ليرتننغ انترناشونالl وAchieve Global بعد بيع القسم لشركة Times Mirror Corporation. تم اختيار دي بوسادا كواحد من أفضل 10 متحدثين محترفين من أصل إسباني في الولايات المتحدة من قبل مجلة Hispanic Business عام 2002.

## النشر
دي بوسادا شارك في تأليف كتاب "لا تأكل الخطمي..." ومع ذلك: سر النجاح الحلو في الحياة والعمل، مع إيلين سينجر، نشر بنغوين. كان الموضوع الرئيسي يعتمد على تجربة في الإشباع المؤجل، والتي أظهرت أن الانضباط الذاتي أفضل من عدم الانضباط. تم تسميته كأفضل كتاب لهذا الشهر من قبل صحيفة نيويورك تايمز عام 2005. كما شارك مع إيلين سينغر في كتابة أغنية Don't Gobble the Marshmallow... إلى الأبد: سر النجاح الحلو في أوقات التغيير، نشر أيضا بواسطة بنغوين. كتابه الأخير كان : ابق عينك على الخطمي: أسرع طريقة للحصول على التركيز والمرونة والخروج إلى الأمام، شارك في كتابته مع بوب أندلمان. ومن بين الأعمال الأخرى الجديرة بالملاحظة كتاب "كيفية البقاء على قيد الحياة بين أسماك البيرانا": كيفية الحصول على ما تريد بما لديك.

## روابط خارجية
- الموقع الرسمي
- يواكيم دي بوسادا في مؤتمر تيد